# Decapitazione

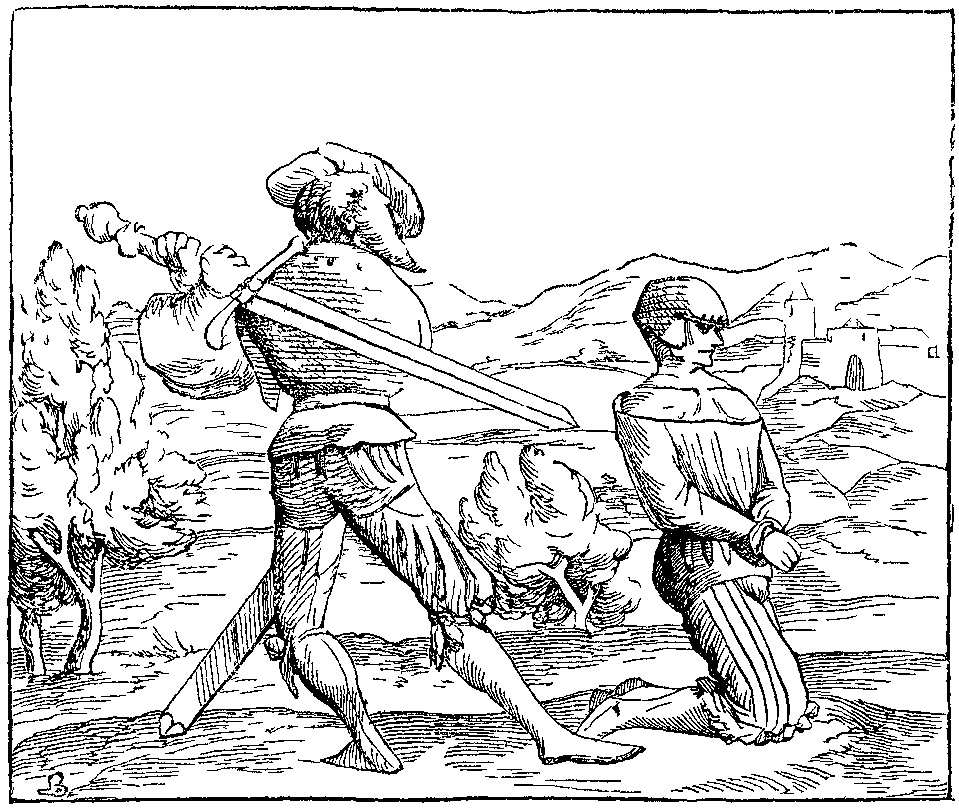
Decapitazione per mezzo di una spada, dalla Cosmographia universalis del cartografo tedesco Sebastian Münster (1544)

Con decapitazione o decollazione si definisce il taglio della testa di un individuo, sia esso vivo, con lo scopo di provocarne la morte, oppure già cadavere.
Numerosi studiosi si sono dedicati a questo tema, giungendo a classificare i casi di decapitazione in tre sottocategorie: decapitazione sacra, decapitazione profana e decapitazione magica.
La sottocategoria più antica, la decapitazione sacra, è stata sovente applicata sia come metodo di esecuzione capitale sia come pratica a scopo propiziatorio. Un esempio calzante a tal proposito è il mito di Ifigenia condannata a subire la decapitazione per volere di Artemide ma poi salvata dalla dea stessa. Tracce dell'analogo significato della decapitazione sono state rinvenute tra le fonti celtiche e in tempi più recenti tra i Bagobo presso i quali la decapitazione del nemico e la danza attorno alla sua testa esposta al pubblico costituivano un rito propiziatorio per il raccolto.. Invece per decapitazione profana si intende il trattamento riservato presso molti popoli al nemico ucciso. Infine con decapitazione magica si fa riferimento sempre alla decapitazione del nemico sconfitto ma in questo caso il trofeo viene conservato per servirsene a scopo d'oracolo o premonizioni.

## Storia

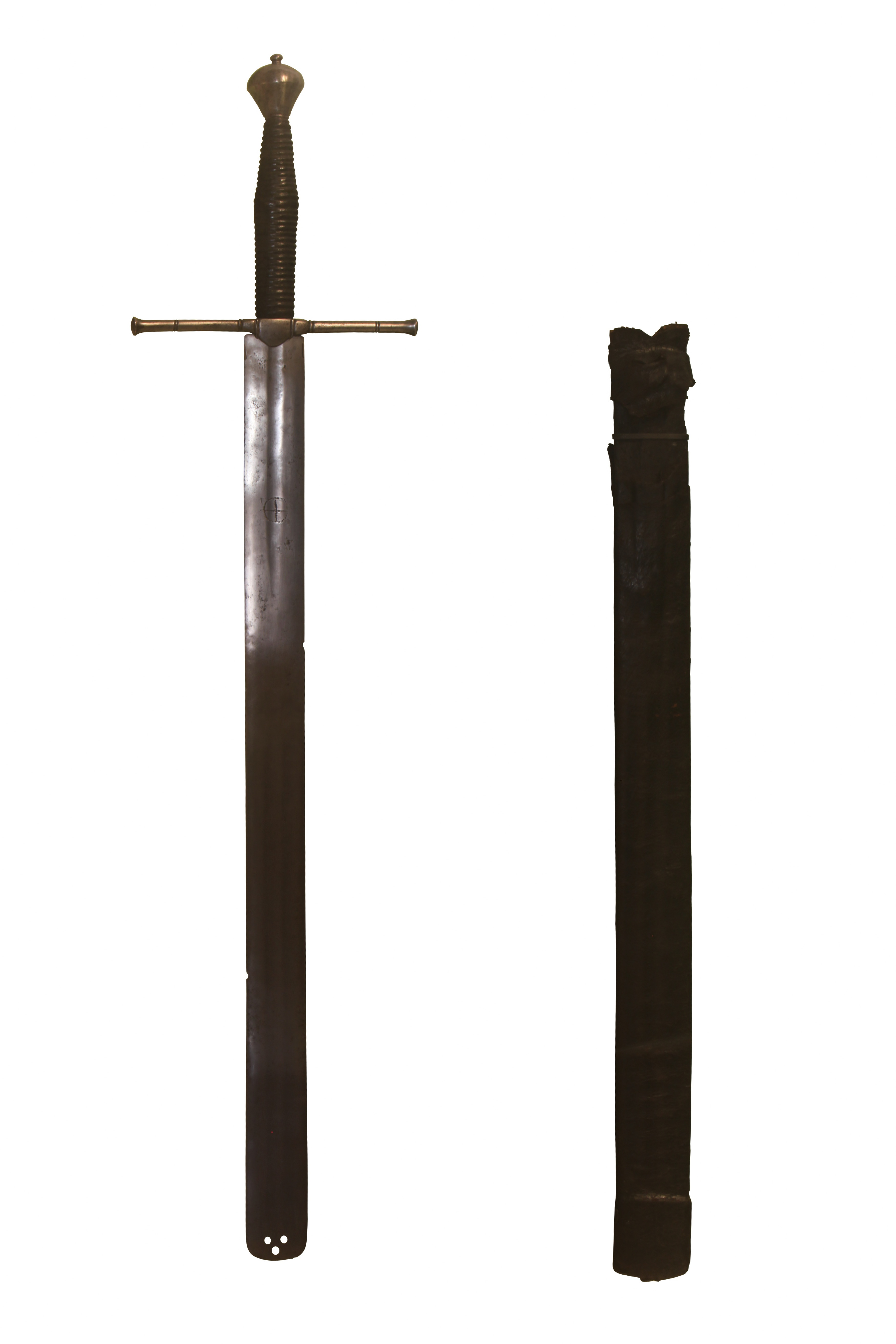
Spada da esecuzione (XVI secolo)

Nel mondo antico la decapitazione era usata dagli Egizi e dai Romani. Nella Roma imperiale era la pena di morte riservata a chi possedeva la cittadinanza (in seguito all'istituzione della libertas repubblicana, la possibilità di procedere de capite nei confronti delle persone con cittadinanza venne meno per l'introduzione della provocatio ad populum, mentre era ancora usata per quelle persone che a tale strumento di difesa non potevano chiedere ausilio, principalmente gli stranieri) poiché ritenuta rapida e non infamante; per gli schiavi e i ladroni invece si applicava la crocifissione. Venne ampiamente usata anche nel Medioevo e nell'Età Moderna. Fino al XVIII secolo in Europa la decapitazione era considerata come un metodo di esecuzione "onorevole", riservata ai nobili, mentre i borghesi e i poveri erano puniti con l'impiccagione oppure con metodi crudeli, come lo squartamento.
In Cina, invece, era considerata la forma di condanna a morte più infamante perché, secondo la religione tradizionale, i corpi devono rimanere intatti. Nel 1905, con il nuovo codice penale cinese, vennero conservati solo decapitazione e fucilazione e nel 1949, con l'avvento al potere del regime comunista, rimase solo quest'ultima.
Il taglio della testa viene spesso eseguito dal boia tramite una spada, detta spada da esecuzione, anche se ha molte varianti: nel Regno Unito, per esempio, era usata una scure, mentre in Francia, dal 1792 al 1977, anno dell'ultima esecuzione (la pena di morte venne abolita nel 1981), la ghigliottina, che successivamente si diffuse in altri stati.

## Situazione attuale
A oggi solo l'Arabia Saudita conserva la decapitazione come metodo di esecuzione, anche se alcune organizzazioni non governative affermano che venga praticata da dittature africane e asiatiche. È usata spesso dai terroristi sugli ostaggi: ad esempio in Iraq sono state decapitate diverse persone prese in ostaggio e durante la prima guerra cecena i guerriglieri hanno decapitato molti prigionieri russi.

## Aspetti fisiologici

### Un'esecuzione indolore
Se l'ascia o la spada del boia era affilata e il taglio preciso, la decapitazione era un'operazione veloce e senza dolore per il condannato. Molti ad ogni modo sono stati i casi storici dove alle esecuzioni erano presenti lame poco affilate o boia inesperti, motivo per cui erano richiesti diversi tentativi per tagliare la testa al condannato, portandolo così alla morte solo dopo molte sofferenze. Secondo un'antica tradizione che si rifaceva alla figura di Caronte, il boia era visto come il traghettatore del condannato verso la morte e per questo era tradizione che il condannato desse al suo carnefice una moneta d'oro, assicurandosi anche che egli facesse il lavoro con precisione. Robert Devereux, II conte d'Essex, e Maria di Scozia richiesero tre colpi di spada ciascuno prima che la loro testa fosse tagliata. Stessa cosa avvenne all'esecuzione di Johann Friedrich Struensee, favorito della regina danese Carolina Matilde. Margaret Pole, VIII contessa di Salisbury, richiese addirittura dieci colpi prima che la sua esecuzione potesse dirsi compiuta. Relativamente a quest'ultima storia esistono diverse versioni: lo storico e filosofo inglese David Hume, ad esempio, riporta quanto segue:
Per assicurarsi che il colpo sferrato fosse fatale da subito, spesso le spade dei boia erano pesanti spadoni a due mani che, con il loro peso e la loro affilatura, assicuravano un taglio netto e preciso. In tempi più recenti, l'ascia divenne l'arma più utilizzata nelle esecuzioni per decapitazione.

### Fisiologia della morte per decapitazione
Colui che subisce la decapitazione perde la coscienza del mondo esterno in pochissimi secondi, e la morte sopraggiunge per paralisi dei centri nervosi dopo circa 10 o 15 secondi dal momento dell'inizio del troncamento del collo per la mancanza di ossigeno al cervello (ischemia cerebrale). La morte cerebrale e la presenza di danni irreversibili al cervello sopraggiungono dopo 3-6 secondi senza ossigeno.
Nella letteratura antica e in quella rinascimentale vi sono non pochi esempi di personaggi decapitati che mantengono per un po' funzioni vitali, chi nella testa e chi nel busto: questi passi sono utili per capire quale parte del corpo fosse la sede dell'anima per i vari autori. La maggior parte dei medici oggi concorda nel ritenere tali movimenti come riflessi nervosi involontari più che veri e propri movimenti volontari, dal momento che la privazione di ossigeno causa un coma immediato e la morte sopraggiunge in brevissimo tempo.
Studi condotti sui topi per verificare le forme di eutanasia moderne hanno rilevato come questi perdano coscienza dopo 3-4 secondi dopo la decapitazione. Tali studi hanno evidenziato come, al di là della perdita di coscienza, la morte cerebrale avvenga ad ogni effetto un minuto dopo. Secondo altri studi, l'attività elettrica del cervello proseguirebbe per altri 13-14 secondi dopo il distacco della testa dal collo.
Alcuni animali (come gli scarafaggi) possono sopravvivere alla decapitazione, e muoiono non per la perdita della testa, ma per fame dal momento che senza di essa non riescono più a nutrirsi. Altri animali come galline (si ricorda a titolo esemplificativo Mike il pollo senza testa), serpenti e tartarughe possono in alcuni casi sopravvivere al taglio della testa dal momento che hanno un metabolismo lento ed il loro sistema nervoso può continuare a funzionare per un periodo di tempo limitato anche se la connessione col cervello viene perduta, rispondendo ad ogni stimolo vicino.
Anche se il trapianto di testa è stato effettuato con successo su alcuni animali, un vero e proprio trapianto di testa umana (con conseguente riparazione della spina dorsale, dei muscoli e di altri importanti tessuti dell'area) finora non è stato realizzato.

## Esempi celebri

### Decapitazioni storiche
- Asdrubale Barca
- Marco Tullio Cicerone
- San Giovanni Battista
- San Paolo apostolo
- San Cristoforo
- Santa Caterina d'Alessandria
- Ciriaco di Roma
- Santi Cosma e Damiano
- San Dionigi di Parigi
- San Gennaro
- San Giorgio
- Sant'Emidio
- Santa Colomba di Sens

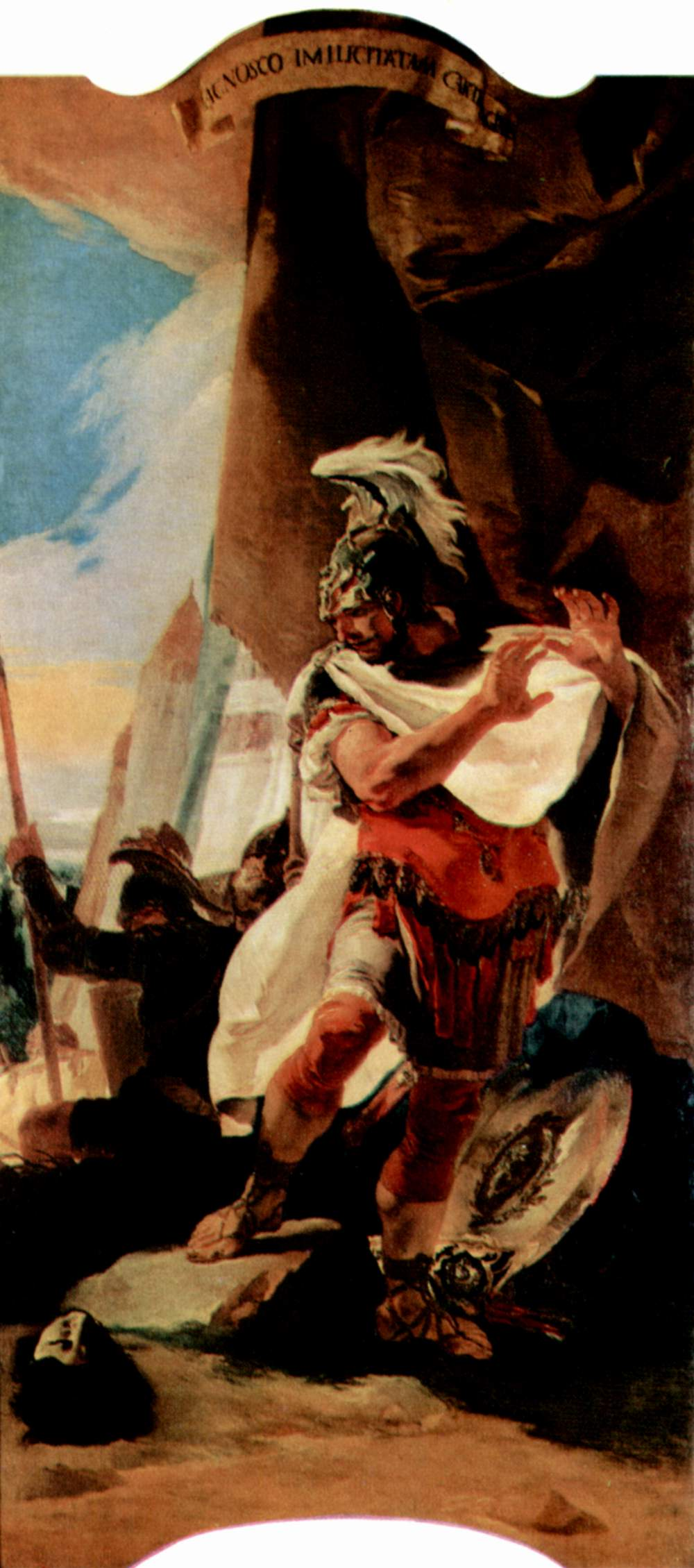
Annibale ritrova il capo mozzato del fratello Asdrubale ucciso dai Romani, affresco di Giambattista Tiepolo, 1725-1730 ca, Vienna, Kunsthistorisches Museum

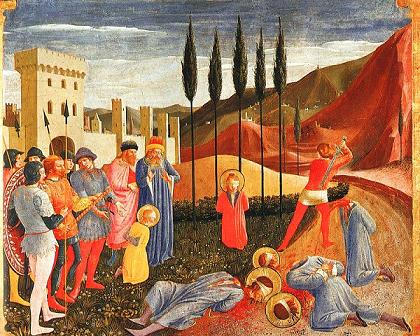
Beato Angelico, Decapitazione dei santi Cosma e Damiano

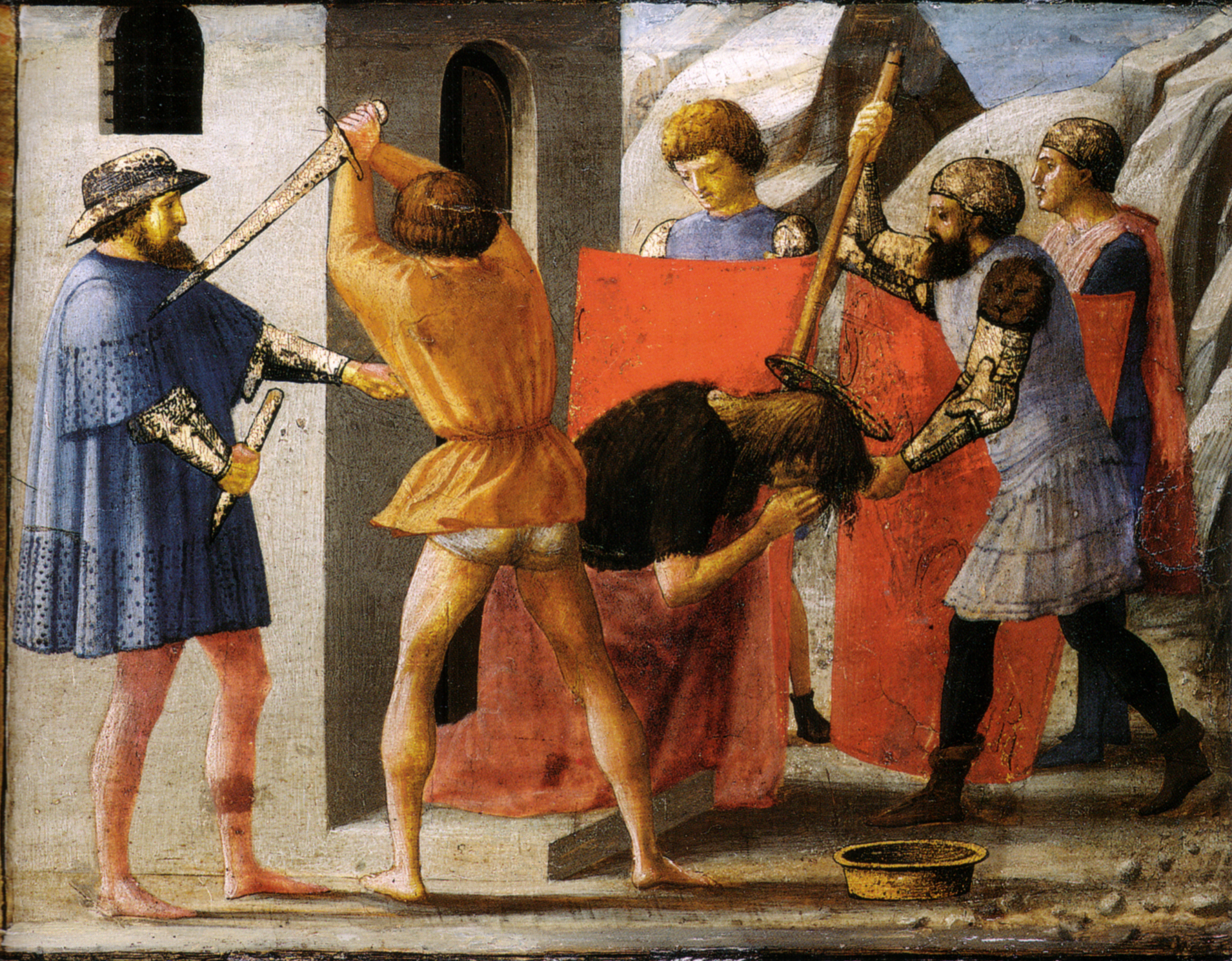
Masaccio, Martirio di san Giovanni Battista

- San Maurizio (con gli altri martiri della Legione Tebea)
- Santa Barbara e Santa Giuliana di Nicomedia
- San Placido (coi fratelli Eutichio e Vittorino, più 30 monaci)
- Rhahzadh
- Cosroe II
- Dallan Forgaill
- Rinaldo di Châtillon
- Corradino di Svevia e Federico I di Baden-Baden
- Marino Faliero
- Francesco Bussone
- Giovanni Battista da Montesecco
- Thomas Müntzer
- Anna Bolena
- Tommaso Moro
- Margaret Pole, VIII contessa di Salisbury
- Caterina Howard
- Jane Grey
- Maria Stuarda
- Pietro Carnesecchi
- Beatrice Cenci
- Robert Devereux, II conte d'Essex
- Walter Raleigh
- Carlo I Stuart
- Johann Friedrich Struensee
- Luigi XVI e Maria Antonietta
- Antonio Lavoisier
- André Chénier
- Georges Jacques Danton
- Maximilien de Robespierre
- Gennaro Serra di Cassano
- Felice Orsini
- Sante Caserio
- Hans Scholl e Sophie Scholl
- Lucien Botovasoa
- Yukio Mishima
- Vic Morrow
- Daniel Pearl
- Nicholas Berg
- Paul Marshall Johnson Jr.
- Kim Sun-il
- Georgi Lazov
- Mohammed Mutawalli
- Eugene Armstrong
- Jack Hensley
- Kenneth Bigley
- Shosei Koda
- Piotr Stańczak
- James Wright Foley
- Steven Sotloff
- David Cawthorne Haines
- Alan Henning
- Peter Kassig
- Haruna Yukawa
- Kenji Goto
- Samuel Paty

Asdrubale Barca, il generale cartaginese che combatté nella seconda guerra punica, fu decapitato durante la battaglia del Metauro, vinta dai Romani, che gettarono poi la testa nella tenda in cui si trovava suo fratello Annibale.
Si ricorda poi l'esecuzione di Marco Tullio Cicerone, politico e oratore romano del primo secolo a.C.; già fiero nemico di Cesare, si oppose anche ai disegni di Marco Antonio che avutolo in suo potere lo fece decapitare da uno dei suoi centurioni.
Dagli imperatori romani vennero condannati a morte tramite decapitazione molti santi per la loro fede in Gesù Cristo (San Paolo apostolo, San Cristoforo, Santa Caterina d'Alessandria, i Santi Cosma e Damiano, San Giorgio, San Maurizio insieme agli altri martiri della Legione Tebea); ma la tradizione cristiana ricorda anche, prima della morte di Gesù, la decollazione di suo cugino, San Giovanni Battista, per ordine del tetrarca Erode Antipa.

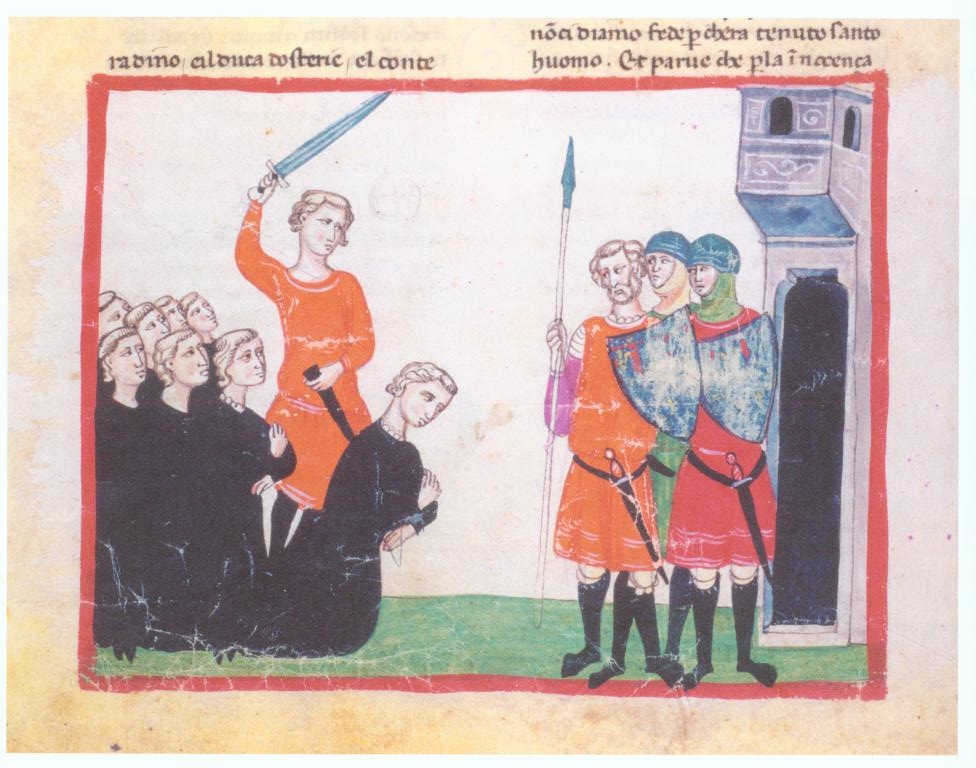
Decapitazione di Corradino di Svevia

Durante la seconda crociata, Saladino fece prigioniero il nobile cristiano Rinaldo di Châtillon e lo decapitò personalmente.
Aveva solo sedici anni Corradino di Svevia, ultimo rampollo della celebre dinastia di imperatori, quando nel 1268 papa Clemente IV ne ordinò la morte. Corradino era stato fatto prigioniero da Carlo I d'Angiò nella battaglia di Tagliacozzo. Fu giustiziato a Napoli in Piazza Mercato a mezzo di decapitazione insieme all'inseparabile amico Federico I di Baden-Baden, di soli tre anni più vecchio.
Nel tardo medioevo italiano, sono da registrare le decapitazioni di Marino Faliero,   Francesco da Bussone e Giovanni Battista da Montesecco, tutte applicate come condanne a morte.
Il secolo XVI vide morire decapitati dopo condanna a morte Pietro Carnesecchi, vittima italiana della Controriforma, la giovane romana Beatrice Cenci, che aveva ordito l'assassinio del padre, e diverse figure legate alla monarchia inglese, tra cui due mogli di Enrico VIII d'Inghilterra (Anna Bolena e Caterina Howard, entrambe accusate di infedeltà coniugale), Giovanna Grey, Tommaso Moro, Walter Raleigh e Maria Stuarda.
Nel Seicento destò enorme scalpore l'esecuzione, tramite taglio della testa, subita dal re Carlo I Stuart, atto con cui culminò la Rivoluzione inglese.
Durante la Rivoluzione francese molti personaggi vennero condannati a morte per decapitazione mediante la ghigliottina: il re Luigi XVI, sua moglie Maria Antonietta, il chimico Antoine-Laurent de Lavoisier, il poeta André Chénier. Stessa sorte toccò poi a chi aveva promosso queste esecuzioni, come Georges Jacques Danton e Maximilien de Robespierre.
Nel 1799 a Napoli venne condannato a morte e quindi decapitato il giovane aristocratico Gennaro Serra di Cassano, uno degli artefici della Repubblica Partenopea, destinata a rapida fine.
Nel XIX secolo due italiani furono ghigliottinati per aver attentato a capi di Stato francesi: Felice Orsini (che fallì nel suo tentativo di eliminare Napoleone III, venendo quindi tratto in arresto) e Sante Caserio (fermato dopo aver ucciso il presidente Marie François Sadi Carnot).
Nel 1982 avvenne invece una decapitazione in modo del tutto accidentale, con l'attore e regista statunitense Vic Morrow che ebbe la testa recisa dalle pale di un elicottero precipitato durante le riprese di un film.

### Decapitazioni letterarie
- Medusa
- Emazio
- Penteo
- Pterelao
- Agamede
- Dolone
- Ippoloco
- Coone
- Archeloco
- Toone
- Stenelao
- Deucalione
- Troilo
- Memnone
- Leode
- Remo
- Lamiro e Lamo
- Serrano
- Linceo
- Timbro
- Tarquito
- Epulone
- Ufente
- Fegeo
- Oreb e Zeeb
- Is-Baal
- Oloferne
- Guglielmo da Burnich
- Aramone di Cornovaglia
- Grillo
- Agramante
- Julien Sorel
- Damasceno Monteiro

#### Mitologia classica: le decapitazioni nei testi greci postomerici e nelle Metamorfosi di Ovidio

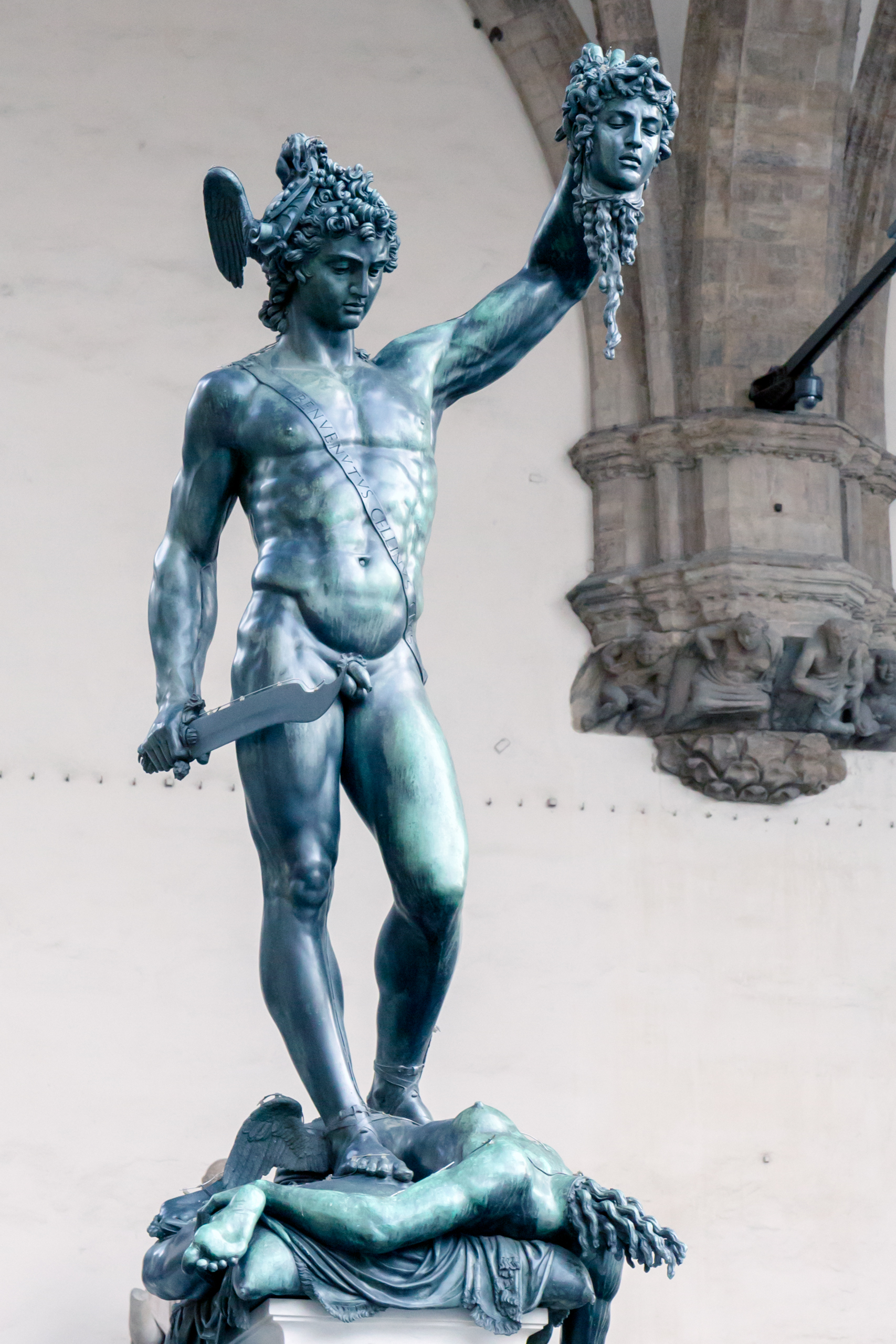
Benvenuto Cellini: Perseo con la testa di Medusa

Nella mitologia greca è da citare innanzitutto Medusa, la mostruosa Gorgone che pietrificava chiunque incrociasse il suo sguardo: fu uccisa da Perseo che senza guardarla le mozzò il capo con l'aiuto di Atena. Un'altra decapitazione si ha nelle successive avventure di Perseo: l'eroe greco sposò Andromeda, figlia del re etiope Cefeo, dopo averla salvata da un mostro, ma durante il banchetto nuziale si presentò Fineo, zio ed ex promesso sposo della fanciulla, insieme a un gran numero di seguaci armati, che attaccarono Perseo e i suoi compagni, dando inizio a un duro scontro. Un certo Cromi, amico di Fineo, osò troncare la testa a Emazio, inerme vegliardo etiope che era salito sull'altare per levare alta la voce nei confronti degli assalitori: benché decollato, Emazio non esaurì subito le proprie funzioni vitali, e per qualche istante poté ancora parlare, indirizzando a Fineo le stesse dure frasi pronunciate poco prima. Queste vicende sono narrate nelle Metamorfosi di Ovidio, nelle quali si descrive anche l'orribile fine, già riferita dalla tragedia euripidea Baccanti, del re tebano Penteo, la cui testa fu recisa dalla madre Agave, una menade resa folle da Dioniso. Il dio punì Penteo, che era suo cugino, avendo questi tentato di contrastare il suo culto.
Secondo una versione, accolta da Plauto, il re dei Tafi Pterelao fu decapitato da Anfitrione in battaglia; la maggior parte delle fonti afferma però che il sovrano morì dopo che sua figlia gli tagliò il capello d'oro che gli permetteva di essere immortale.
I nomi di Agamede e Trofonio, due fratelli che divennero celebri architetti, ricorrono in diversi mitografi. Uno di essi, Pausania, fa morire Agamede decapitato: stando al suo racconto i due fratelli, che avevano costruito per il re Irieo un edificio in cui questi poi collocò tutte le sue ricchezze, avevano successivamente trovato il modo di realizzare un passaggio segreto attraverso il quale accedevano alla camera del tesoro per compiervi furti. Fino a che un giorno il re, che aveva cominciato a sospettare qualcosa, elaborò un piano per cogliere i ladri sul fatto: Agamede rimase impigliato in un laccio, e allora Trofonio si rese conto che se Agamede fosse stato scoperto da Irieo questi avrebbe capito che entrambi i fratelli erano responsabili, per cui non trovò di meglio che recidere il capo ad Agamede e portarselo via; nella stanza sarebbe quindi rimasto solo un corpo senza testa, impossibile da identificare. Ed effettivamente le cose andarono come aveva previsto Trofonio, ma il suo gesto non piacque agli dei, che lo fecero inghiottire da una voragine apertasi sotto i suoi piedi.
I poemi epico-classici riferiscono di guerrieri decapitati in battaglia, spesso giovani e giovanissimi, e in genere avvenenti d'aspetto (un'eccezione in tal senso è costituita da Dolone): all'uccisione spesso fa seguito un moto di crudeltà inflitto sulla testa della vittima. Delle decollazioni di Memnone e Troilo, entrambe per opera di Achille, parlano varie fonti classiche (ma non Omero, e neppure Virgilio); Memnone peraltro in alcuni testi non muore decapitato, ma con un colpo di lancia conficcato sotto il suo collo.
Troilo, il più giovane dei figli che Priamo aveva avuto da Ecuba, venne decapitato da Achille. Per alcuni autori ciò avvenne in una delle tante battaglie della guerra di Troia. Secondo la maggior parte delle tradizioni, Troilo venne invece sorpreso da Achille mentre abbeverava i suoi cavalli durante una pausa delle ostilità. Achille era piombato su di lui da tergo: quando Troilo si voltò, l'Acheo rimase colpito dalla sua bellezza, e gli dichiarò tutto il suo amore. Troilo allora si rifugiò nel tempio di Apollo; Achille lo inseguì e dopo averlo messo con le spalle al muro cercò di convincerlo ad accoppiarsi con lui, ma al nuovo rifiuto del ragazzo estrasse la spada, accecato dall'ira, e lo decapitò, privando poi il busto anche di braccia e gambe. Per l'efferatezza dell'uccisione, avvenuta oltretutto in un suo tempio, Apollo accrebbe il suo odio già fortissimo per Achille. Altri mitografi, tuttavia, negano che Troilo morì decollato: Virgilio dice che fu trafitto in battaglia da una lancia di Achille, mentre Ditti Cretese annovera Troilo tra i dodici giovinetti troiani che furono sgozzati da Achille sul rogo di Patroclo.
Memnone, il re degli Etiopi e dei Persiani, era accorso con un grande contingente in aiuto di Priamo, di cui era nipote, al decimo anno del conflitto greco-troiano. Egli aveva ucciso in singolar tenzone Antiloco, figlio di Nestore, il più caro amico di Achille dopo Patroclo; Achille pertanto si decise a sfidare Memnone a duello, che parve interminabile, ma alla fine riuscì a uccidere il grande nemico, decapitandolo. L'eroe acheo per rendere omaggio al valore del grande nemico mise i suoi resti sulla stessa pira destinata ad ardere il cadavere di Antiloco. Zeus fece poi nascere dalle ceneri di Memnone uno stormo di uccelli immortali. Il racconto della decapitazione era l'episodio più importante nell'Etiopide, uno dei poemi del ciclo troiano andati perduti. Esistono tuttavia versioni alternative sulla sorte del personaggio: seconda una di esse, Achille uccise Memnone trafiggendolo con una lancia sotto la gola, mentre un'altra afferma che il sovrano non partecipò mai alla guerra di Troia.

#### Mitologia classica: le decapitazioni nell'Iliade
Nell'Iliade vengono decapitati solo guerrieri troiani: Diomede tronca la testa a Dolone (Libro X del poema), Aiace Telamonio decolla Archeloco (XIII), Antiloco spicca il capo a Toone (ibidem), Patroclo decapita Stenelao (XVI), e Achille fa altrettanto con Deucalione (XX) mentre Agamennone taglia testa e braccia al giovane Ippoloco (XI) e decapita anche Coone, fratello maggiore di Ifidamante (ibidem).
Il primo dei sette guerrieri decapitati nel poema è Dolone. Costui era un araldo troiano, famoso per la sua bruttezza, che una notte si imbatté in Odisseo e Diomede i quali avevano decisero di compiere un'incursione nel campo troiano. Egli fu così costretto a rivelare la suddivisione dell'accampamento: nella speranza di aver salva la vita indicò ai due achei le tende dei Traci, alleati di Priamo da poco arrivati a Troia, che erano guidati dal giovane re Reso. Ma carpite queste informazioni, Odisseo e Diomede decisero di uccidere Dolone, considerandolo a tutti gli effetti uno spione: esecutore dell'assassinio fu Diomede, che con la sua spada decapitò il troiano mentre chiedeva ancora pietà, facendo quindi rotolare la testa nella polvere.
Anche il giovane Ippoloco, caduto prigioniero di Agamennone, fu decapitato dopo aver rivelato tutta la sua natura di persona vile. Ippoloco e suo fratello Pisandro erano stati catturati mentre guidavano un cocchio trainato da cavalli che aveva imboccato un vicolo cieco. Temendo il peggio i due giovani cercarono di impietosire il nemico facendogli presente che il loro padre, il ricco Antimaco, sarebbe stato disposto a pagare un immenso riscatto pur di salvare le loro vite. Ma Agamennone, sapendo che a suo tempo Antimaco aveva convinto Paride a non restituire Elena a Menelao provocando così la guerra, si avventò con ferocia sui due troiani; dopo aver trafitto Pisandro con la lancia, afferrò Ippoloco che cercava di fuggire e gli tagliò con la spada entrambe le braccia e quindi la testa, che gettò lontano, così come il busto.
Agamennone poi colpì con la lancia il guerriero troiano Ifidamante che tentava di attaccarlo e lo finì con un colpo preciso di spada tra nuca e collo. Dopo aver ucciso Ifidamante, Agamennone si scagliò su Coone, il fratello di lui che era accorso a vendicarlo, e lo colpì dapprima con la spada al petto, ferendolo mortalmente; quindi gli si accostò e con la spada affilata gli staccò dal collo la testa che lasciò con tutto il sangue sul cadavere del fratello.
Come Coone vennero decapitati dopo aver pugnato da valorosi l'altro suo fratello Archeloco, Toone e il giovane Stenelao. Riguardo al primo, che fu ucciso dalla spada di Aiace Telamonio, Omero tiene a evidenziare il dettaglio della testa finita al suolo molto prima del corpo. Non fu invece un colpo di spada, ma una pietra scagliata con estrema violenza da Patroclo, a recidere la testa di Stenelao.
La decapitazione meglio descritta da Omero è quella relativa a Deucalione, un troiano che Achille massacrò essendo in preda all'ira terribile proprio per la morte dell'amico Patroclo. Quando il supremo condottiero dei greci Agamennone pretese per sé Briseide, prigioniera di Achille, questi infuriato per il sopruso, si ritirò nella sua tenda insieme all'amico Patroclo e ai suoi guerrieri, i Mirmidoni. Quando i Troiani incendiarono una delle navi greche, Patroclo, in preda alla disperazione, chiese ad Achille di prestargli le sue armi e di combattere in vece sua; Achille acconsentì a prestargliele ma gli disse di non esporsi troppo ai pericoli e di respingere soltanto i Troiani dalle navi; Patroclo indossò le sue armi divine, e si precipitò a combattere seguito dai suoi Mirmidoni. Dopo aver ucciso il capo licio Sarpedonte, Patroclo si scordò completamente del consiglio di Achille e fece macello di nemici tentando addirittura di scalare le mura di Troia per entrarvi e fare sterminio, protetto delle terribili armi del più forte eroe greco. Uccise l'auriga di Ettore, Cebrione, per poi scagliarsi su un Troiano che in realtà era Apollo e il dio lo colpì tra le spalle togliendogli tutte le armi di dosso; Patroclo, rimasto indifeso, venne dapprima colpito da Euforbo figlio di Pantoo e poi da Ettore che gli piantò la sua lancia nel ventre e lo uccise. Alla notizia della morte di Patroclo, Achille, ottenute nuove armi da Efesto, prima chiese a sua madre Teti di ungere Patroclo di ambrosia dopo averlo deposto su una degna bara e poi pianse tutta la notte sul suo corpo defunto insieme a tutti gli Achei; Ettore, oltre a vestirsi delle armi del Pelìde, avrebbe voluto impossessarsi del corpo di Patroclo ma l'intervento dei due Aiaci gli impedì di attuare questo proposito. Il giorno dopo, Achille ritornò a combattere per vendicare la morte dell'eroe ucciso da Ettore, e si scontrò con Enea che venne infine salvato dall'intervento di Poseidone. Achille allora si mise a scagliare lance contro un gruppo di Troiani in fuga trafiggendone alcuni tra cui Polidoro, il più giovane dei figli di Priamo, che sperava di salvarsi grazie all'agilità delle sue gambe. Ettore, a quella vista, mosse contro Achille e l'avrebbe ucciso se Atena non avesse, per un pelo, evitato che la lancia di Ettore colpisse in pieno Achille, deviandola e facendola cadere tra le sue gambe; Achille, allora, scagliò anche lui la sua lancia su Ettore, ma intervenne nuovamente Apollo che coprì di fitta nebbia Ettore impedendo che venisse colpito dalla punta di bronzo della lancia nemica. Qui appunto si compì il destino di Deucalione, poiché quando la nebbia si dissolse, Achille trovò di fronte lui anziché Ettore. Deucalione fu dapprima colpito dalla lancia di Achille a un gomito; si arrestò in preda a un dolore atroce, con la consapevolezza che l'acheo non l'avrebbe risparmiato. Si offrì dunque alla spada nemica, che gli spiccò il capo con tale violenza da farlo schizzare lontano insieme all'elmo, mentre il midollo scorreva fuori dal busto in un lago di sangue.
Un discorso a parte va fatto per il guerriero troiano Licone, colpito in duello da Peneleo, sotto l'orecchio, durante la battaglia combattuta presso le navi; anche se in questo caso non si può parlare di decapitazione, la testa della vittima viene di fatto recisa a metà dal colpo della spada nemica.

#### Mitologia classica: le decapitazioni nell'Odissea
Odisseo, che sotto le mura di Troia non tagliò la testa ad alcun nemico, si rese autore di una decapitazione al suo ritorno a Itaca, facendo scempio di Leode, uno dei Proci, la cui testa rotolò sul pavimento mentre ancora parlava. L'episodio, molto simile a quello concernente Dolone, è narrato nel libro XXII
dell'Odissea.

#### Mitologia classica: le decapitazioni nell'Eneide
Anche nell'Eneide ci sono diversi guerrieri che vengono uccisi tramite decapitazione, nei canti dedicati alla guerra fra Troiani e Italici.
Nel nono libro Virgilio descrive l'incursione compiuta dai due amici troiani Eurialo e Niso penetrati furtivamente di notte nel campo dei Rutuli. Con le loro spade i due fanno strage di nemici addormentati. Alla decapitazione vanno incontro alcuni di essi, tutti per mano di Niso: Remo, giovane e valoroso dominus, nel suo letto; e tre guerrieri del suo gruppo, ovvero Lamiro e Lamo e il giovinetto Serrano, sorpresi a giacere sull'erba. Il grande macello raggiunge il suo culmine con l'immagine del sangue che esce dai quattro busti singhiozzanti, in particolare quello di Remo lasciato sul letto; un tocco di pathos è dato dalla rievocazione dell'allegra gozzoviglia di Serrano, accostata all'inquadratura della testa recisa rivelante un volto dai tratti bellissimi.
Le altre decapitazioni narrate nel poema virgiliano avvengono tutte propriamente durante gli scontri: i troiani Linceo e Fegeo, le cui teste, spiccate da Turno, vengono fatte volare a grandissima distanza (libri IX, XII); il semidio etrusco Tarquito, perito ad opera di Enea che fa poi ruzzolare il capo e il busto del nemico nella foce del Tevere (libro X); il giovane latino Timbro, vittima di Pallante, uccisore pure del suo gemello Laride, al quale l'arcade recide invece la mano e parte del braccio, cancellando così nei due fratelli - Laride e Timbro erano figli di Dauco - l'indistinguibilità (ibidem); gli italici Epulone e Ufente, massacrati rispettivamente da Acate e Gia (libro XII).
I guerrieri decapitati nel poema sono dunque complessivamente 10. Il numero più alto di decapitazioni compiute (4) spetta a Niso, uno dei pochi nel genere epico ad astenersi tuttavia dall'infierire sulle teste mozzate. Non così con le loro vittime invece Enea e Turno, i quali pertanto contravvengono alla pietas che generalmente li caratterizza; una sorte particolarmente terribile è quella che tocca al giovane eroe Tarquito, privato della sepoltura con conseguente impossibilità per la sua anima di raggiungere l'ingresso dell'Ade vero e proprio, secondo la credenza del tempo.

#### Decapitazioni nella Bibbia e negli Apocrifi del Nuovo Testamento

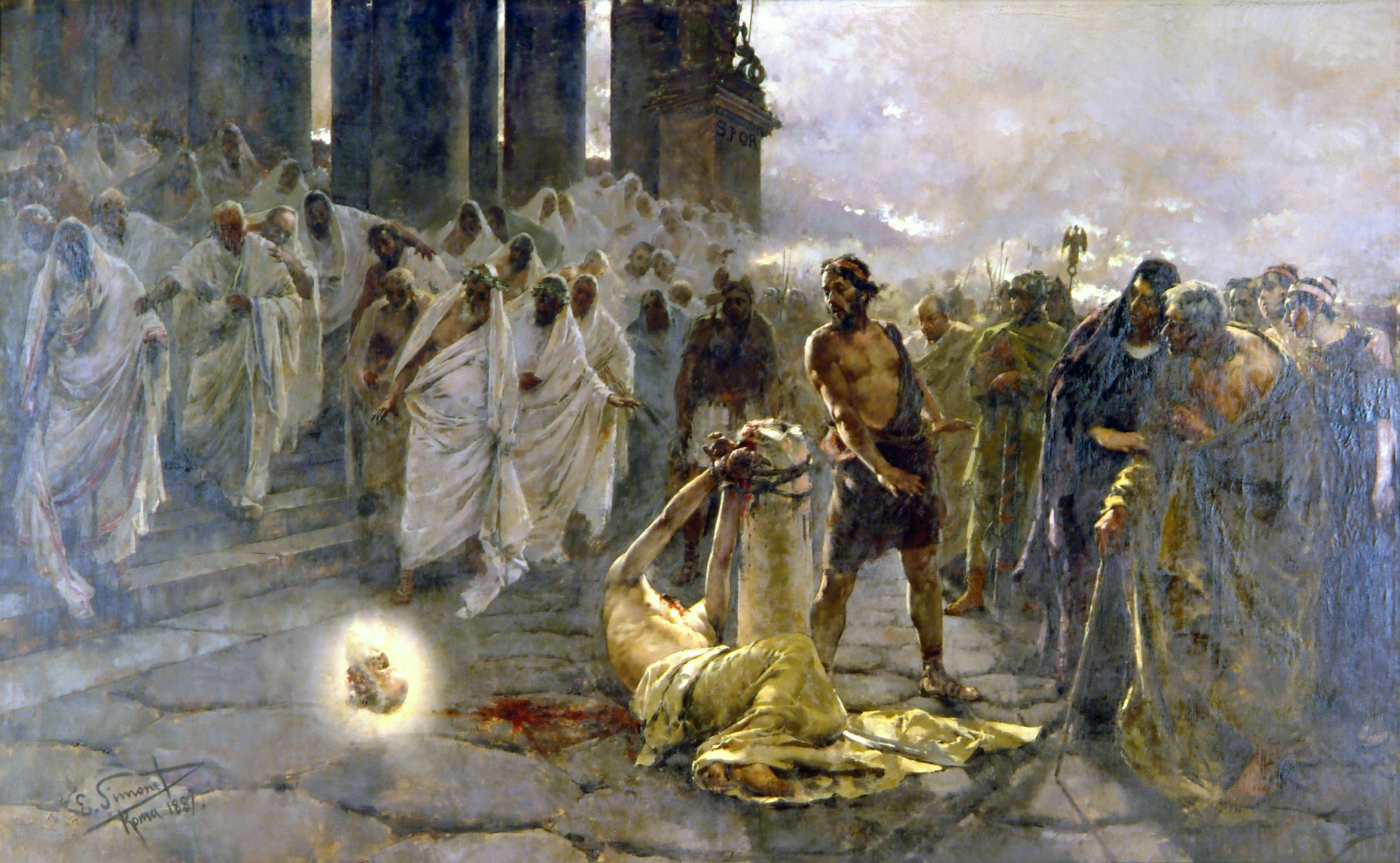
Enrique Simonet, Decapitazione di San Paolo (1887)

Nel Libro dei Giudici è scritto che i due giovani principi madianiti Oreb e Zeeb, fatti prigionieri da Gedeone, vennero quindi messi a morte tramite decapitazione negli stessi luoghi in cui erano stati catturati.
Anche un altro nemico di Israele, il generale assiro Oloferne, morì decapitato, come racconta il Libro di Giuditta. L'eroina ebrea, dopo esser riuscita abilmente a sedurre Oloferne, approfittò dello stordimento che il vino aveva in lui causato, e aiutata dalla propria serva gli mozzò il capo con la spada.
Non va dimenticata la decollazione di Is-Baal, figlio del re Saul. Alla morte di quest'ultimo, Is-Baal era stato riconosciuto re da dieci delle tribù d'Israele, mentre Davide godeva del solo appoggio dei discendenti di Giuda, la sua tribù. Is-Baal venne decapitato a tradimento nel sonno da due dei suoi stessi ufficiali; ma Davide inorridì per quell'uccisione, in quanto aveva stima del suo avversario, e condannò a morte gli assassini. L'episodio è narrato nel Secondo Libro dei Re.
Negli Atti di Pietro e Paolo è descritta la decapitazione di San Paolo, che avvenne a Roma sulla via Ostiense.

#### Letteratura moderna: le decapitazioni nell'Orlando furioso

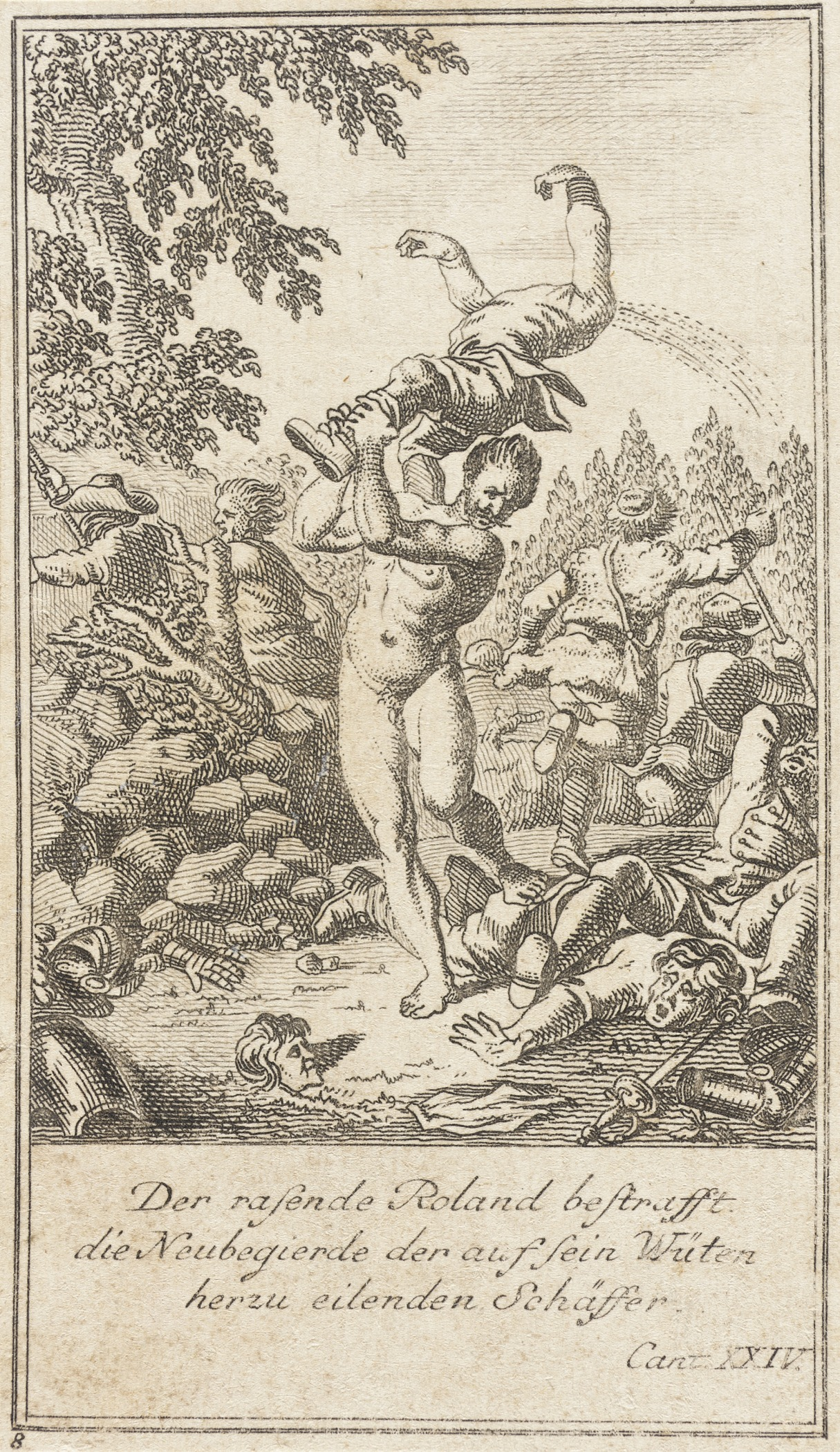
Orlando afferra il pastorello dopo averlo decapitato, illustrazione di David Berger

La decapitazione è ben presente nel poema cavalleresco di Ludovico Ariosto, incentrato sulla guerra tra cristiani e mori d'Africa. Nel passo relativo a Guglielmo da Burnich, un gigantesco guerriero inglese, il poeta fa notare come in seguito al taglio della testa le dimensioni dell'eroe si siano fatte simili a quelle di molti altri combattenti. A decapitare Guglielmo è Dardinello, uno dei tanti re mori, che subito dopo riserva identica fine a un altro nemico, Aramone di Cornovaglia. Queste vicende sono narrate nel canto XVIII del poema.
Dardinello successivamente viene affrontato e ucciso da Rinaldo. Essendosi i cristiani impadroniti del cadavere, si muovono allora due suoi guerrieri, Cloridano e Medoro, nella speranza di recuperarlo. I due giovani penetrano di notte nel campo nemico seminandovi poi strage. Qui Ariosto si rifà chiaramente all'episodio virgiliano della sortita di Eurialo e Niso, delineando tra l'altro tre caratteri - i dormienti ubriachi Grillo, Andropono e Conrado - in parte modellati sul giovane gozzovigliatore Serrano. Grillo è però l'unica di queste vittime a subire il troncamento del capo, descritto in modo molto dettagliato dal poeta: affermando che la testa del guerriero, seppur recisa, rivede in sogno i momenti della crapula, Ariosto mostra di credere alla persistenza di residui sussulti di vita nei decapitati, in accordo dunque con Omero, Virgilio e soprattutto Ovidio (ma si tenga presente che il poeta rinascimentale fa nella sua opera largamente uso dell'ironia). Gli avvenimenti in questione vengono descritti anch'essi nel canto XVIII.
Fin qui i guerrieri cristiani decollati nel poema: l'unico tra i mori cui viene mozzata la testa è il loro massimo condottiero, il re Agramante, per opera di Orlando (tornato a combattere dopo essere guarito dalla follia che gli aveva tolto il senno), al termine di un estenuante duello. L'episodio è narrato nel canto XLII.
Il protagonista del poema decapita anche un altro personaggio, al di fuori però del conflitto: si tratta di uno dei tre anonimi pastorelli che hanno la sfortuna di imbattersi in lui appena diventato pazzo. Dopo aver reciso il capo al giovane, Orlando ne afferra il tronco, scagliandolo quindi sugli altri due così violentemente da sprofondarli in un coma eterno. Di ciò il poeta riferisce nel canto XX.

#### Decapitazioni atipiche nella letteratura
- Leito
- Alirrozio
- Dadhyac
- Bertram dal Bornio
- Orrilo

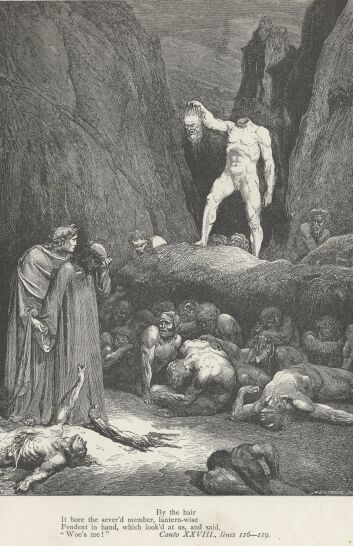
Gustave Doré, raffigurazione di Bertran de Born dalla Divina Commedia

Secondo una tradizione, il capo etolo Leito, uno dei reduci della guerra di Troia, stava riposando all'ombra di un albero, quando per un'improvvisa raffica di vento si abbatté su di lui a mo' di mannaia un grosso coltello precipitato dai rami (finito lì non si sa come), che lo decapitò all'istante.
La mitologia greca ricorda poi un'autodecapitazione involontaria, col semidio Alirrozio che ebbe il capo reciso dall'ascia che impugnava, sfuggitagli improvvisamente dalle mani. Il giovane, che era figlio di Poseidone, venne punito in tal modo per aver violentato Alcippe, semidea figlia di Ares. Ma un'altra versione afferma che Alirrozio fu ucciso da Ares, senza fornire dettagli in merito.
Quello di Bertram dal Bornio nella Divina Commedia costituisce un curioso caso in letteratura di anima condannata alla decapitazione. Per aver seminato zizzania tra i membri della famiglia reale inglese, lo spirito del poeta occitano viene collocato nella nona bolgia infernale, dove è costretto a errare per l'eternità reggendo in mano la propria testa.
Nell'Orlando furioso c'è un personaggio la cui decapitazione non è causa del suo decesso: si tratta del gigantesco Orrilo, essere quasi immortale, potendo egli perire solo se qualcuno riesce a strappargli un capello magico. Orrilo viene decapitato da Astolfo: questi fugge con la testa mozzata, inseguito dal tronco di Orrilo che vuole riprendersela; venuto a conoscenza del segreto, Astolfo scotenna il capo di Orrilo, che muore di lì a poco.

### La decapitazione nell'arte
- Medusa
- Penteo
- Ippoloco
- Memnone
- Leode
- San Giovanni Battista
- San Paolo
- San Cristoforo
- San Dionigi di Parigi
- San Giorgio
- martiri della Legione Tebea
- Santa Barbara
- Santi Cosma e Damiano
- Asdrubale Barca
- Cosroe II
- Oloferne
- Rinaldo di Châtillon

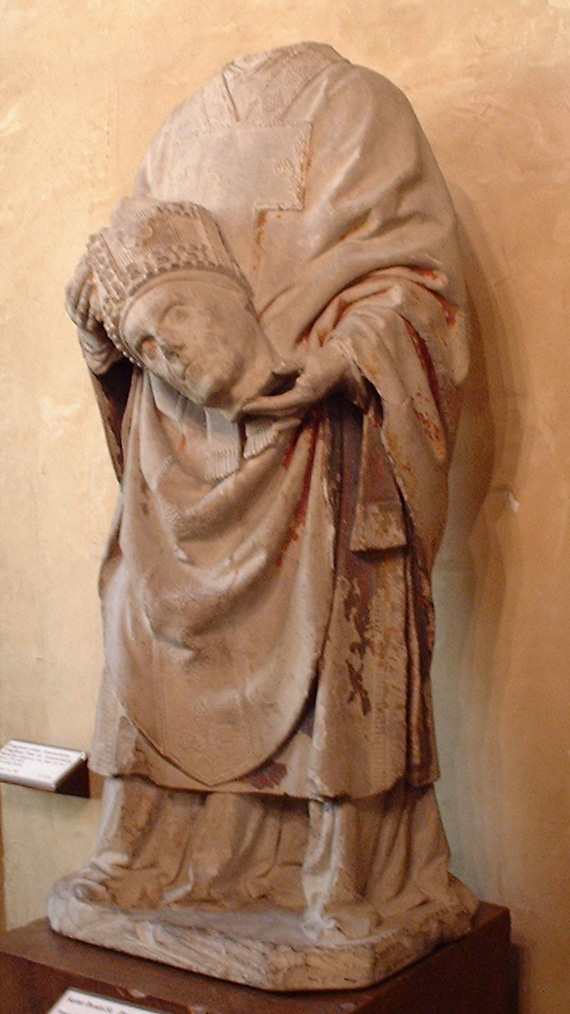
Esempio di cefaloforia con una scultura raffigurante san Dionigi

Tra le varie raffigurazioni del capo mozzo di Medusa, si segnalano quella del dipinto di Caravaggio (Scudo con testa di Medusa) e quella della statua in bronzo di Benvenuto Cellini (Perseo con la testa di Medusa). Va ricordata anche la metopa del Tempio C di Selinunte in cui è rappresentato il momento in cui Perseo recide la testa alla Gorgone.
Una ceramica del pittore di Midia raffigura Penteo prossimo a essere decapitato dalla madre. In un'altra pittura vascolare, di autore ignoto, Agamennone contempla la testa recisa del giovane Ippoloco, collocata su una pasta di vetro.
Stando a ciò che dice l'Odissea (libro XI), non ci fu nessuno più bello di Memnone tra tutti coloro che presero parte alla guerra di Troia. Al passo in questione si rifà una testa in cera nera su gesso di Medardo Rosso, unica rappresentazione scultorea del capo troncato dello stupendo re etiope. L'opera, intitolata appunto Memnone, fa parte della Peggy Guggenheim Collection di Venezia.
La testa recisa di Leode è rappresentata su uno dei frammenti di una fiala attica a figure rosse, databile al quinto secolo avanti Cristo. 
Innumerevoli sono gli esempi di santi martirizzati mediante decapitazione immortalati in opere d'arte: tra i più noti, San Giovanni Battista (Decollazione di San Giovanni Battista di Caravaggio; Martirio di san Giovanni Battista di Masaccio; Salomè con la testa recisa del Battista di Tiziano); San Maurizio con tutta la Legione Tebea (Martirio di San Maurizio, di El Greco); San Paolo (Decapitazione di San Paolo, di Enrique Simonet); e i Santi Cosma e Damiano ai quali il Beato Angelico dedicò un intero ciclo (la Decapitazione dei santi Cosma e Damiano ne costituisce il settimo episodio). Viene poi detta cefaloforia ogni rappresentazione di santo martire reggente in mano la testa mozzata dopo averla raccolta: ciò si collega a quella tradizione teologica secondo cui la professione della fede aveva in qualche modo l'ultima parola sulla morte violenta.
Nel Kunsthistorisches Museum di Vienna è conservato Annibale ritrova il capo mozzato del fratello Asdrubale ucciso dai Romani, affresco di Giambattista Tiepolo.

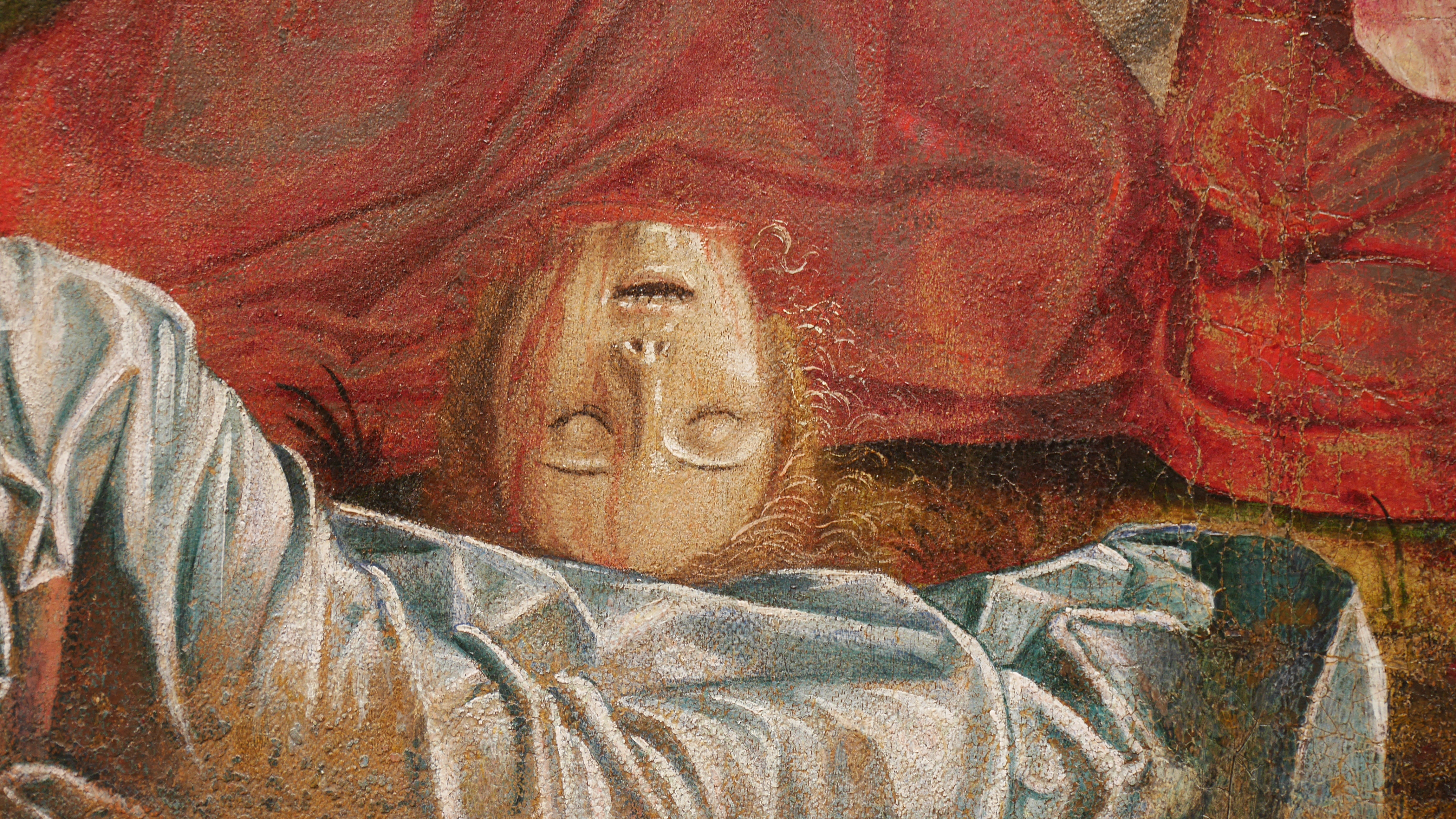
Vittore Carpaccio, Martirio dei pellegrini e funerali di sant'Orsola, dettaglio dell'opera col valletto decapitato

Martirio dei pellegrini e funerali di sant'Orsola, l'ottavo dei teleri in cui Vittore Carpaccio rappresentò le cosiddette Storie di sant'Orsola (conservate alle Gallerie dell'Accademia di Venezia) sulla base di due testi relativi alla celebre principessa bretone vissuta nel IV secolo dopo Cristo - secondo cui ella sarebbe stata assassinata a  Colonia insieme al marito e a tutto il loro seguito dagli Unni di Attila - mostra in mezzo al grande eccidio anche una morte per decapitazione, con la testa di un adolescente spiccata via dal suo busto, visibile proprio dietro. Si tratta di un valletto del principe Ereo, lo sposo della santa: quest'ultimo viene ucciso accanto a lui, trafitto al cuore da una lama ad opera di uno degli Unni.  Queste opere agiografiche non tengono assolutamente conto di ciò che storicamente accadde: Ereo, ovvero Conan Meriadoc, al contrario della sposa non subì il martirio, in quanto non si trovava con lei a Colonia, e dunque la decapitazione del giovinetto al suo seguito è anch'essa pura fantasia, un tratto orrido che Carpaccio ha volutamente inserito nel dipinto. 

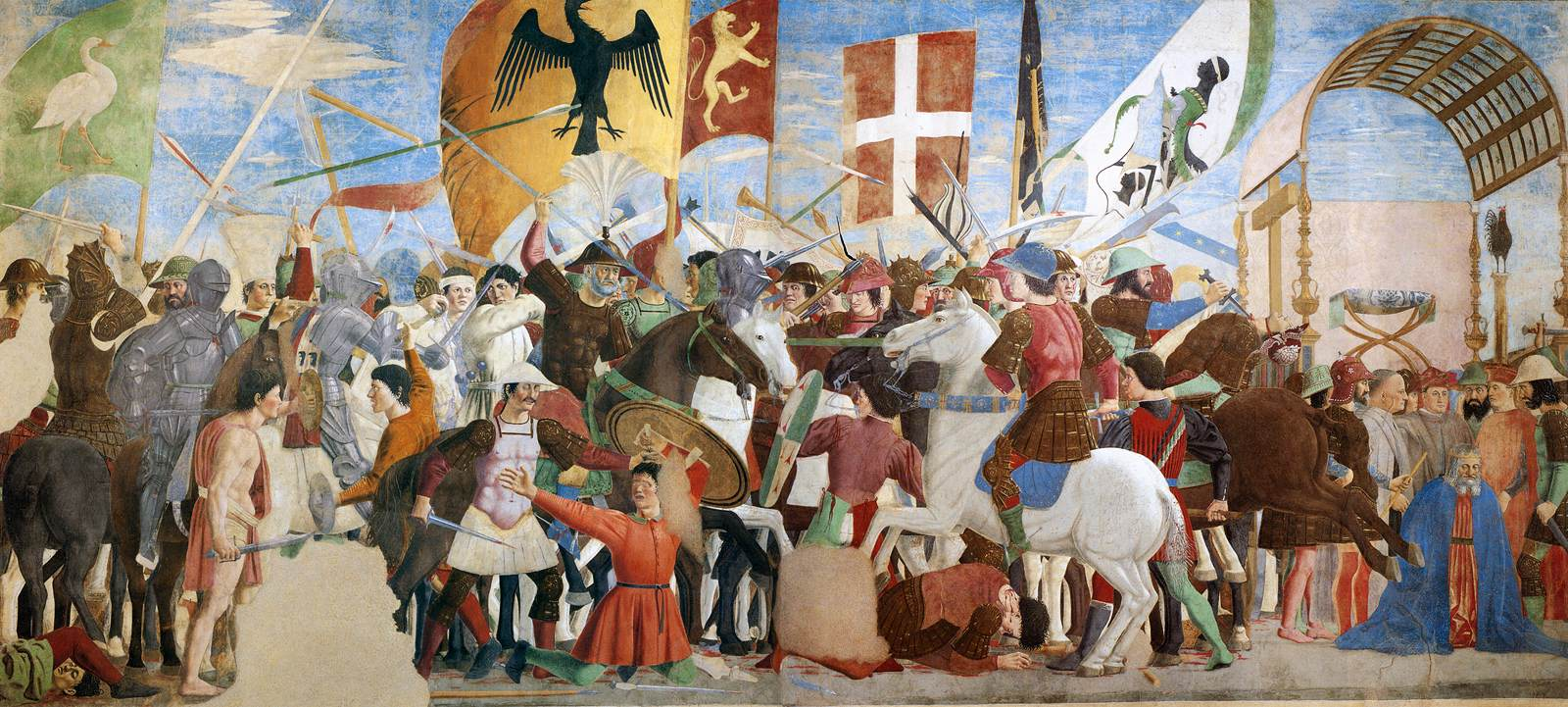
Le due decapitazioni nella Battaglia di Eraclio e Cosroè di Piero della Francesca (il giovane guerriero nell'angolo inferiore sinistro e re Cosroè in quello destro

Piero della Francesca immortalò, in uno degli affreschi della Leggenda della Vera Croce conservati ad Arezzo nella basilica di S. Francesco, la Battaglia di Eraclio e Cosroè, conclusasi con la disfatta del secondo. Al centro dell'opera, l'esercito persiano viene travolto dai nemici: Cosroe è all'estrema destra, circondato da Eraclio e dai suoi uomini, uno dei quali impugna l'arma con la quale si accinge a troncare il capo del re sconfitto. Non si tratta di una fedele ricostruzione storica, in quanto Cosroè morì dopo essere stato tradito da uno dei suoi figli, che lo fece torturare fino a provocarne il decesso; il pittore si è rifatto invece alla versione narrata nella Legenda Aurea, assolutamente non veritiera.  Nel dipinto è presente anche un'altra decapitazione: è possibile infatti scorgere, nell'angolo inferiore sinistro, la testa già recisa di un giovane soldato dalla folta capigliatura, presumibilmente persiano, caduto nel combattimento.

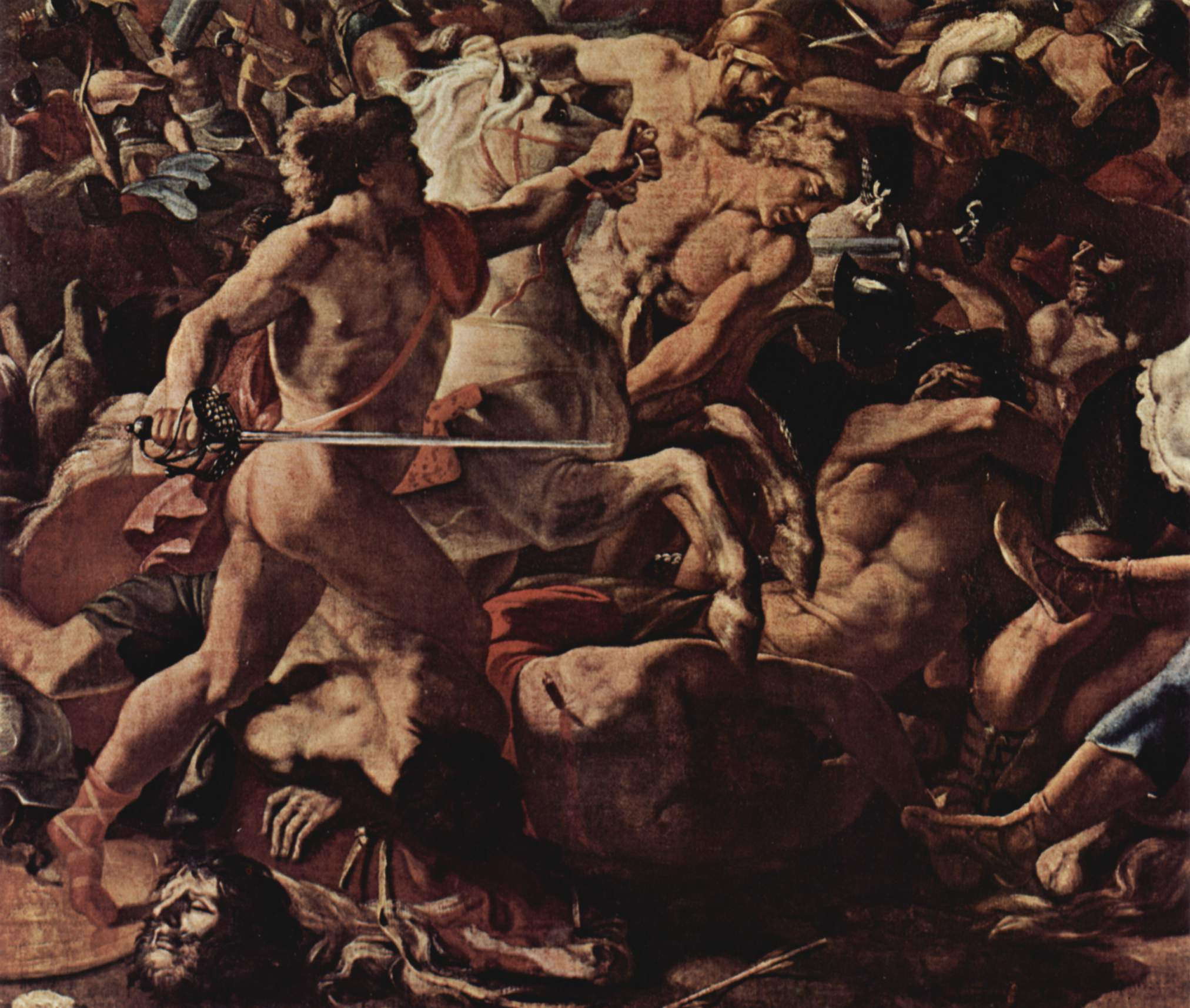
Nicolas Poussin, Battaglia di Giosuè contro gli Amorriti, dettaglio dell'opera col giovane guerriero decapitato in basso a sinistra

La battaglia di Giosuè contro gli Amorriti di Nicolas Poussin è un'altra opera pittorica in cui è visibile un giovane guerriero decapitato, con barba incolta e lunghi capelli neri. Egli è da identificare con una vittima della furia di Giosuè, poiché la sua testa si trova tra le gambe del condottiero ebreo che procede trionfalmente contro l'esercito nemico.
L'episodio biblico della decapitazione di Oloferne da parte di Giuditta è stato rappresentato da diversi pittori, tra cui Sandro Botticelli (in un dittico), Michelangelo (entro un pennacchio della volta nella Cappella Sistina), Giorgione, Caravaggio, Artemisia Gentileschi e Gustav Klimt.
La decapitazione di Rinaldo di Châtillon è riportata in una delle miniature di un codice databile al XV secolo contenente l'Historia rerum in partibus transmarinis gestarum.

### Decapitazioni di cadaveri nella storia, nell'arte e nella letteratura
- Eurialo e Niso
- Amico
- Diore
- Imbrio
- Ilioneo
- Priamo
- Melanippo
- Euristeo
- Orfeo
- Golia
- Ciro il Grande
- Gaio Flaminio Nepote
- Marco Licinio Crasso
- Publio Licinio Crasso
- Gneo Pompeo Magno
- Decebalo
- Masaniello
- Oliver Cromwell

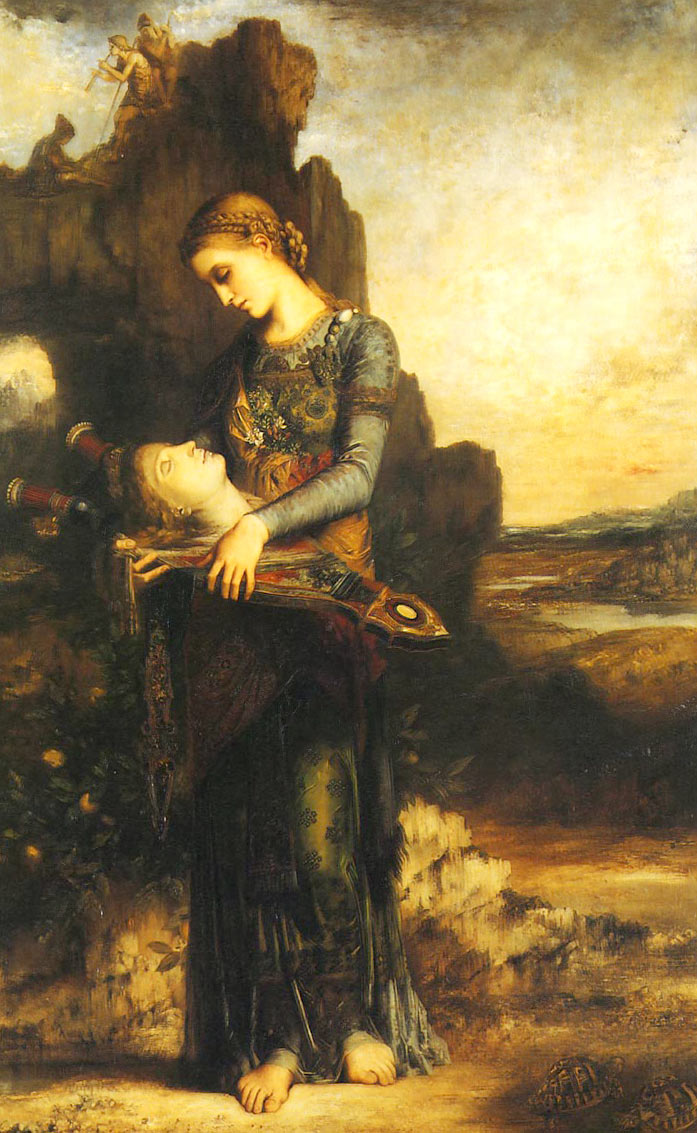
Ragazza trace con la testa di Orfeo (1865), dipinto di Gustave Moreau

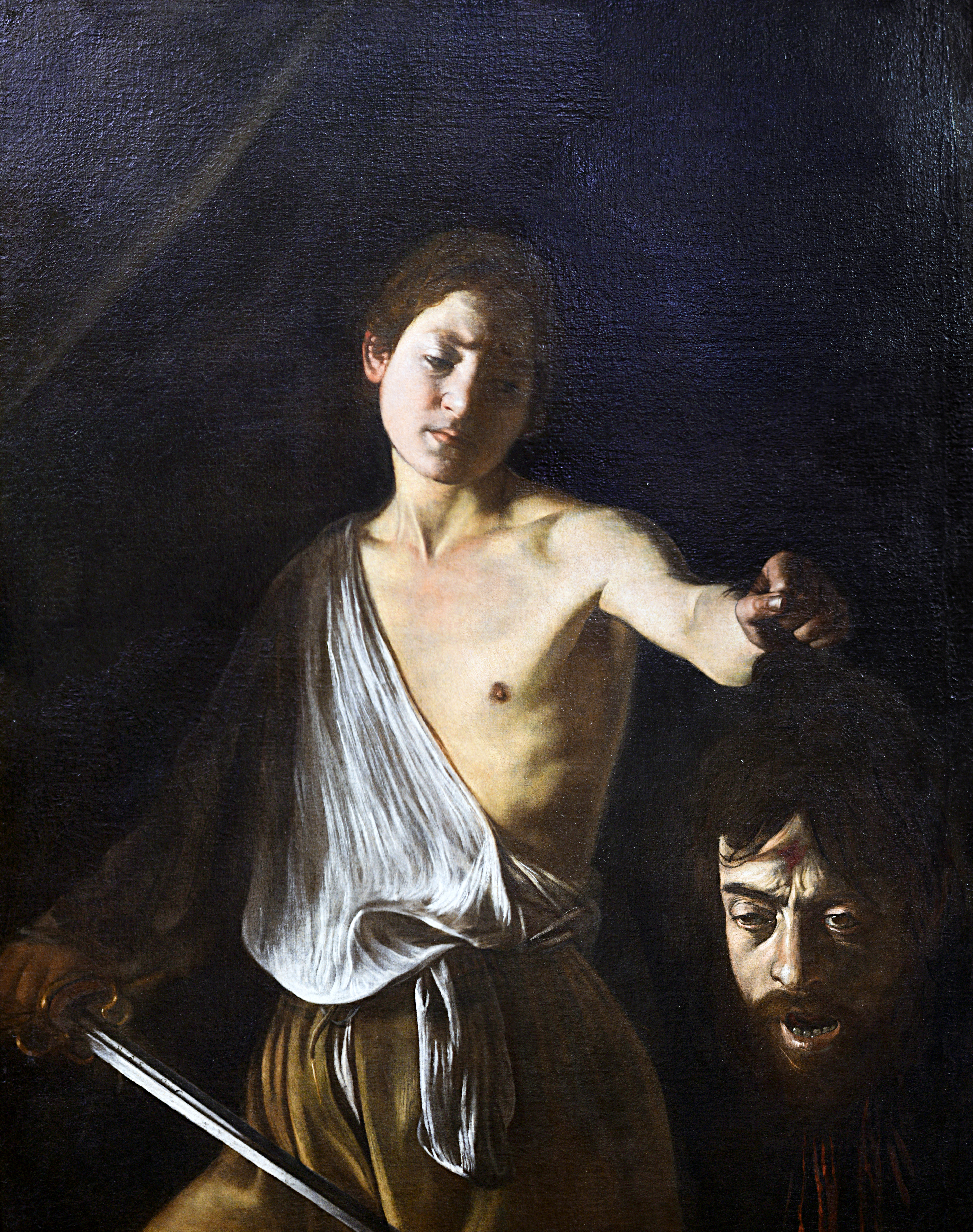
Caravaggio, David con la testa di Golia

Virgilio e Omero narrano anche di decapitazioni compiute su guerrieri già morti. Ciò è quanto accade nel nono libro dell'Eneide a Eurialo e Niso, quando i cadaveri dei due giovani vengono portati nell'accampamento rutulo (a stimolare la vendetta degli italici è con ogni probabilità l'immagine delle quattro vittime di Niso decollate nel sonno). Casi analoghi sono quelli, nel libro dodicesimo del poema virgiliano, dei fratelli troiani Amico e Diore (uccisi in battaglia da Turno); un paio di precedenti si hanno nell'Iliade, e riguardano anche qui due guerrieri troiani, Imbrio (libro XIII) e Ilioneo (XIV). Tutte queste vittime sono accomunate dagli atti di crudeltà che le loro teste subiscono dopo essere state recise; alcune vengono conficcate su lance (Eurialo, Niso, Ilioneo), altre appese al carro (Amico e Diore), mentre quella di Imbrio finisce ai piedi di Ettore dopo il calcio assestatole da Aiace d'Oileo. Sempre nel contesto bellico greco-troiano si accenna alla decapitazione della salma di re Priamo (Eneide, libro II), eseguita da mano ignota, durante la notte della caduta di Troia (il sovrano era stato ucciso da Neottolemo, che gli aveva ficcato la spada nel fianco).
In un'altra guerra mitologica, quella tebana, Tideo, uno dei sette condottieri assedianti, venne ferito mortalmente dal nemico Melanippo: questi fu ucciso subito dopo da Anfiarao, che mozzò al cadavere la testa portandola poi a Tideo che con le poche forze rimastegli se ne cibò.
Dal mito classico deriva anche il personaggio di Orfeo, al cui cadavere venne staccata la testa da un gruppo di Baccanti che ne avevano provocato la morte lapidandolo. Esse avevano agito così per vendicarsi del rifiuto opposto da Orfeo a proposito di un rito in onore di Dioniso cui avrebbe dovuto unirsi su loro imposizione. Ovidio narra questa vicenda nell'undicesimo libro delle Metamorfosi; in campo artistico si segnala Ragazza trace con la testa di Orfeo, dipinto di Gustave Moreau.
Rientra in questo elenco il biblico gigante filisteo Golia, decollato da Davide dopo essere stato da lui ucciso. L'episodio è stato reso celebre grazie a molti pittori tra cui Caravaggio (Davide con la testa di Golia, in tre versioni) e Guido Reni.
Erodoto narra che il cadavere di Ciro il Grande, re dei Persiani morto in battaglia contro i Massageti, fu decapitato della regina Tomiri, che volle così vendicare la morte del figlio Spargapise, sconfitto in precedenza dai nemici. Anche Dante Alighieri ne fa un cenno nel suo Purgatorio. L'episodio è stato illustrato da diversi pittori, tra cui Peter Paul Rubens.
Il console romano Gaio Flaminio Nepote durante la battaglia del Trasimeno fu trafitto da una lancia di Ducario, un Gallo che combatteva insieme ai Cartaginesi. Il cadavere venne poi decapitato, e solo la sua testa poté essere recuperata dai Romani. Il pittore Joseph-Noël Sylvestre rappresentò la triste sorte del condottiero nel dipinto Il gallo Ducario decapita il generale romano Flaminio nella battaglia del Trasimeno.
Condivisero lo stesso destino, anche se in contesti e tempi diversi, i due colleghi di triumvirato di Giulio Cesare, Marco Licinio Crasso (insieme a uno dei suoi figli) e Gneo Pompeo Magno. Crasso fu ucciso nella campagna contro i Parti, dopo essere caduto loro prigioniero; impossessatisi del cadavere di suo figlio Publio Licinio Crasso, che aveva preferito suicidarsi dopo la disfatta, i Parti ne recisero la testa, e dopo averla mostrata a Marco lo uccisero e sottoposero a decapitazione anche la sua salma. Invece Pompeo venne pugnalato alla schiena dagli uomini del re egiziano Tolomeo XIII, presso il quale si era rifugiato a seguito della sconfitta nella guerra civile contro Cesare; compiuto il delitto, gli assassini mozzarono la testa al cadavere lasciandolo sulla spiaggia.
Il re della Dacia Decebalo, fierissimo nemico dell'Impero Romano, si uccise in seguito alla sua sconfitta. I Romani ne decapitarono il cadavere.
Nel XVII secolo due importanti figure politiche furono decapitate post mortem: Masaniello e Oliver Cromwell.